# Higinio García
Higinio García Gómez Quintero (Antequera, 1939 - 8 d'abril de 2010 - Alma, Québec) va ser un esperantista andalús resident al Québec.
Va aprendre la llengua auxiliar internacional esperanto als 16 anys i el 1963 va marxar al Canadà. Havia estudiat filosofia a la Universitat Complutense de Madrid. Al Québec va ser professor al Còllege d'Alma, on va ensenyar castellà, llatí, grec, filosofia i teologia. El 1997 es va jubilar i va començar a redactar el butlletí francòfon de l'Associació Canadenca d'Esperanto.
Com a escriptor, va contribuir amb relats curts i altres textos en esperanto a la revistes Monato i Esperanto d'UEA, així com als reculls internacionals Mondoj (2001) i Tempo fuĝas (1995). En traducció a l'italià va aparèixer un conte seu a l'obra La lingua fantastica, Keltia Editrice, Aosta (1994). El 1999 va publicar un conjunt de relats íntegrament escrits per ell, amb el títol Kapturnoj, que va tenir una bona acollida per la crítica.
El 2016 el XX congrés andalús d'esperanto celebrat a Antequera li va retre homenatge.